# Автошлях Т 0428
Автошля́х Т 0428 — автомобільний шлях територіального значення у Дніпропетровській області. Пролягає територією Межівського району через Слов'янку — Межову — Дачне. Загальна довжина — 46,2 км.

## Маршрут
Автошлях проходить через такі населені пункти:
| Автошлях Т 0428          |        |
| Дніпропетровська область |        |
| Межівський район         |        |
| Слов'янка                | E50М30 |
| Славне                   |        |
| Межова                   | Т 0406 |
| Новопавлівка             |        |
| Дачне                    |        |